# 哈里遜 (紐澤西州)
哈里遜（英語：Harrison, New Jersey）是美國紐澤西州哈德遜縣的一座城鎮，位於帕塞伊克河河畔，屬於紐華克的郊區。人口約19,800人。足球場館紅牛競技場位於此鎮。

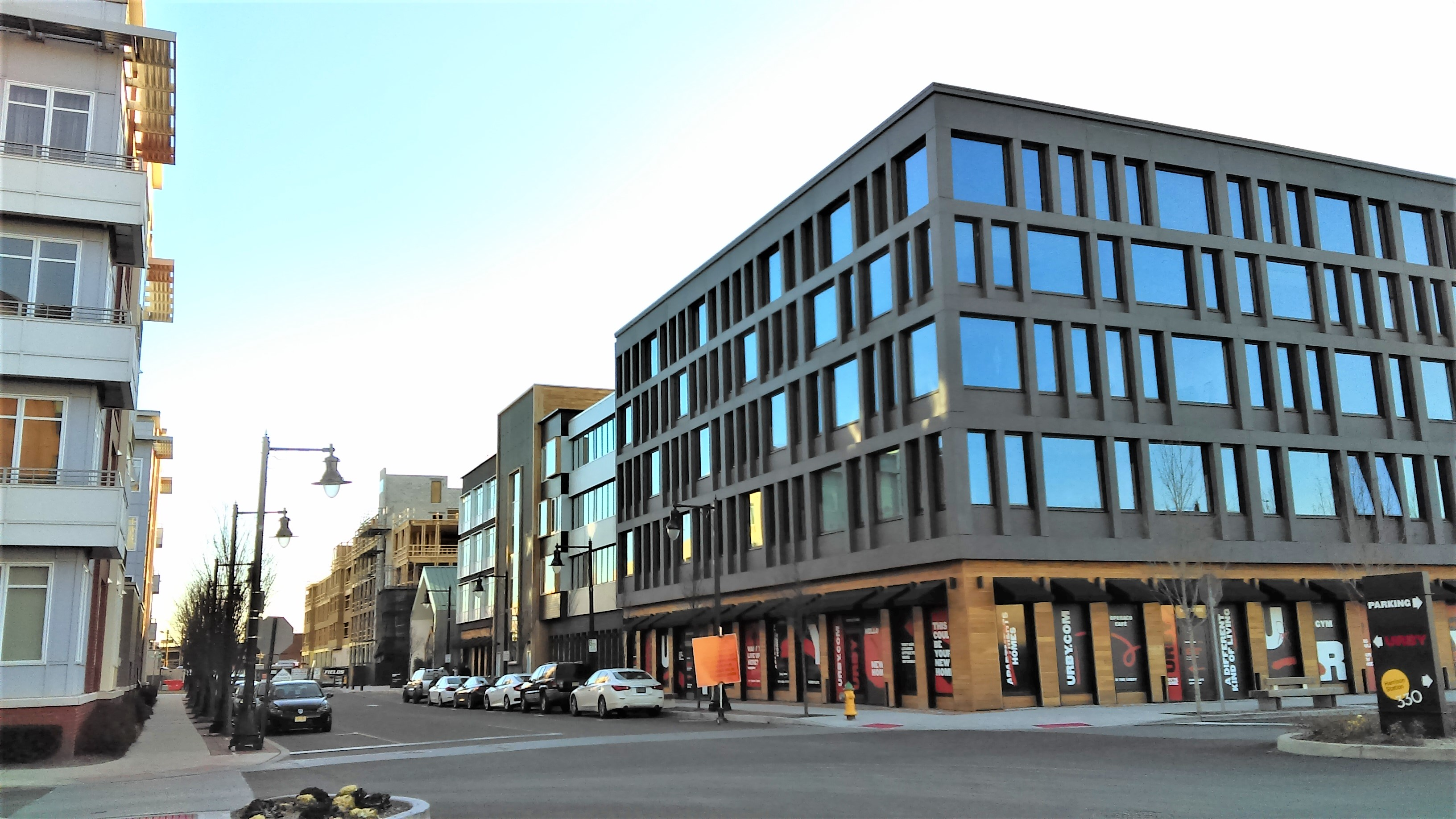
哈里遜市区